# Velika Žuljevica
Velika Žuljevica (en serbe cyrillique : Велика Жуљевица) est un village de Bosnie-Herzégovine. Il est situé dans la municipalité de Novi Grad et dans la république serbe de Bosnie. Selon les premiers résultats du recensement bosnien de 2013, il compte 258 habitants.

## Démographie

### Évolution historique de la population dans la localité
| 1948  | 1953 | 1961 | 1971 | 1981 | 1991 | 2013 |
| ----- | ---- | ---- | ---- | ---- | ---- | ---- |
| 1 371 | -    | 903  | 694  | 574  | 410  | 258  |

|  |

### Communauté locale
En 1991, la communauté locale de Velika Žuljevica comptait 608 habitants, répartis de la manière suivante :